# Epirogeneza
Epirogeneza je proces spora i dugotrajna okomitog pomicanja dijelova litosfere. Epirogenetski pokreti uzrukuju transgresiju (napredovanje) i regresiju (povlačenje) mora. Pri epirogenim pokretima dolazi do boranja, rasjedanja ili navlačenja dijelova kore. Ti su pokreti posljedica gibanja litosfernih ploča zbog kojih se mijenja odnos i ravnoteža masa na Zemlji. Teži dijelovi kontinenata se spuštaju,a lakši izdižu. Tako se epirogeni pokreti najviše opažaju u obalnim područjima,i to kao veće ili manje kolebanje morske razine.
Pojam epirogeneze prvi je uporabio američki geolog Grove Karl Gilbert